# Kreisgericht Potsdam (Preußen)
Das Kreisgericht Potsdam war ein preußisches Kreisgericht in der damaligen preußischen Provinz Brandenburg mit Sitz in Potsdam.

## Geschichte
In Potsdam bestand bis 1849 ein Königliches Stadtgericht. Das Königliche Justizamt Potsdam war für die Gemeinden um Potsdam herum zuständig. In Beelitz war das Land- und Stadtgericht Beelitz angesiedelt.
Im Jahre 1849 wurden in Preußen einheitlich Kreisgerichte geschaffen. Hierbei wurde die Patrimonialgerichtsbarkeit abgeschafft und die Patrimonialgerichte aufgehoben. Auch die eingangs genannten Gerichte wurde aufgehoben und es entstand das Königliche Kreisgericht Potsdam. Es umfasste die Stadt Potsdam und Teile der Landkreise Zauch-Belzig und Osthavelland. Zuständiges Appellationsgericht blieb das Kammergericht.
Beelitz erhielt kein eigenes Kreisgericht. Dort wurde die Gerichtsdeputation Beelitz eingerichtet, die dem Kreisgericht Potsdam zugeordnet war. In Ketzin/Havel wurden Gerichtstage abgehalten.
Schwurgerichtssachen des Kreisgerichtes Jüterbog wurden beim Kreisgericht Potsdam verhandelt. Am Gericht waren 1870 ein Direktor und elf Kreisrichter eingesetzt. Die Zahl der Gerichtseingesessenen betrug 80.101.
Im Rahmen der Reichsjustizgesetze wurde das Gerichtswesen in Deutschland 1879 vereinheitlicht. Damit wurde das Kreisgericht Potsdam aufgehoben und das königlich preußische Landgericht Potsdam mit Wirkung zum 1. Oktober 1879 als eines von neun Landgerichten im Bezirk des Kammergerichts als Nachfolger gebildet.

## Gerichtssprengel
Dem Kreisgericht Potsdam waren folgende Gemeinden zugeordnet:
| Ort                            | Landkreis          | früheres Gericht                                                   |
| ------------------------------ | ------------------ | ------------------------------------------------------------------ |
| Stadt Potsdam                  | Stadt Potsdam      | Königliches Stadtgericht Potsdam                                   |
| Nowawes                        | Kreis Teltow       | Königliches Stadtgericht Potsdam                                   |
| Ahrensdorf                     | Kreis Teltow       | Königliches Justizamt Potsdam                                      |
| Drewitz mit Stern              | Kreis Teltow       | Königliches Justizamt Potsdam                                      |
| Fahlhorst                      | Kreis Teltow       | Königliches Justizamt Potsdam                                      |
| Klein Glienicke                | Kreis Teltow       | Königliches Justizamt Potsdam                                      |
| Rudow                          | Kreis Teltow       | Königliches Justizamt Potsdam                                      |
| Neuendorf                      | Kreis Teltow       | Königliches Justizamt Potsdam                                      |
| Philippsthal                   | Kreis Teltow       | Königliches Justizamt Potsdam                                      |
| Schenkendorf                   | Kreis Teltow       | Königliches Justizamt Potsdam                                      |
| Sputendorf                     | Kreis Teltow       | Königliches Justizamt Potsdam                                      |
| Stolpe mit Albrechts Theerofen | Kreis Teltow       | Königliches Justizamt Potsdam                                      |
| Pfaueninsel                    | Kreis Teltow       | Königliches Justizamt Potsdam                                      |
| Kohlhasenbrück                 | Kreis Teltow       | Königliches Justizamt Potsdam                                      |
| Gütergotz                      | Kreis Teltow       | Patrimonialgericht                                                 |
| Kleinmachnow                   | Kreis Teltow       | Patrimonialgericht                                                 |
| Stahnsdorf                     | Kreis Teltow       | Patrimonialgericht                                                 |
| Gröben und Kietz               | Kreis Teltow       | Teilweise Patrimonialgericht, teils Land- und Stadtgericht Beelitz |
| Siethen                        | Kreis Teltow       | Patrimonialgericht                                                 |
| Werder                         | Kreis Zauch-Belzig | Königliches Justizamt Potsdam                                      |
| Vorwerk Potsdam                | Kreis Zauch-Belzig | Königliches Stadtgericht Potsdam                                   |
| Landjägerei Potsdam            | Kreis Zauch-Belzig | Königliches Stadtgericht Potsdam                                   |
| Berkholz                       | Kreis Zauch-Belzig | Königliches Justizamt Potsdam                                      |
| Caputh                         | Kreis Zauch-Belzig | Königliches Justizamt Potsdam                                      |
| Göttin                         | Kreis Zauch-Belzig | Königliches Justizamt Potsdam                                      |
| Leest                          | Kreis Zauch-Belzig | Königliches Justizamt Potsdam                                      |
| Alt-Langerwisch                | Kreis Zauch-Belzig | Königliches Justizamt Potsdam                                      |
| Neu-Langerwisch                | Kreis Zauch-Belzig | Königliches Justizamt Potsdam                                      |
| Petzow und Loecknitz           | Kreis Zauch-Belzig | Königliches Justizamt Potsdam                                      |
| Phöben                         | Kreis Zauch-Belzig | Königliches Justizamt Potsdam                                      |
| Tornow                         | Kreis Zauch-Belzig | Königliches Justizamt Potsdam                                      |
| Templin                        | Kreis Zauch-Belzig | Königliches Justizamt Potsdam                                      |
| Neu Töplitz                    | Kreis Zauch-Belzig | Königliches Justizamt Potsdam                                      |
| Neu Töplitz                    | Kreis Zauch-Belzig | Königliches Justizamt Potsdam                                      |
| Flottstelle                    | Kreis Zauch-Belzig | Königliches Justizamt Potsdam                                      |
| Lienewitz                      | Kreis Zauch-Belzig | Königliches Justizamt Potsdam                                      |
| Schmeerberg                    | Kreis Zauch-Belzig | Königliches Justizamt Potsdam                                      |
| Cunersdorf                     | Kreis Zauch-Belzig | Königliches Justizamt Potsdam                                      |
| Saarmund                       | Kreis Zauch-Belzig | Königliches Justizamt Potsdam                                      |
| Vorwerk Saarmund               | Kreis Zauch-Belzig | Königliches Justizamt Potsdam                                      |
| Plessow und Zolchow            | Kreis Zauch-Belzig | Patrimonialgericht                                                 |
| Petzow und Loecknitz           | Kreis Zauch-Belzig | Patrimonialgericht                                                 |
| Chemnitz                       | Kreis Zauch-Belzig | Patrimonialgericht                                                 |
| Kemnitzer Heide                | Kreis Zauch-Belzig | Patrimonialgericht                                                 |
| Ferch                          | Kreis Zauch-Belzig | Patrimonialgericht                                                 |
| Mittelbusch                    | Kreis Zauch-Belzig | Patrimonialgericht                                                 |
| Bliesendorf                    | Kreis Zauch-Belzig | Patrimonialgericht                                                 |
| Camerode und Resau             | Kreis Zauch-Belzig | Patrimonialgericht                                                 |
| Bornstedt                      | Kreis Osthavelland | Königliches Justizamt Potsdam                                      |
| Bornim und Lindstaedhoff       | Kreis Osthavelland | Königliches Justizamt Potsdam                                      |
| Eiche                          | Kreis Osthavelland | Königliches Justizamt Potsdam                                      |
| Golm und Kolonie               | Kreis Osthavelland | Königliches Justizamt Potsdam                                      |
| Sacrow                         | Kreis Osthavelland | Königliches Justizamt Potsdam                                      |
| Fasanerie                      | Kreis Osthavelland | Königliches Justizamt Potsdam                                      |
| Alt-Geltow                     | Kreis Osthavelland | Königliches Justizamt Potsdam                                      |
| Neu-Geltow                     | Kreis Osthavelland | Königliches Justizamt Potsdam                                      |
| Neu-Palais                     | Kreis Osthavelland | Königliches Justizamt Potsdam                                      |
| Entenfang                      | Kreis Osthavelland | Königliches Justizamt Potsdam                                      |
| Gallin                         | Kreis Osthavelland | Königliches Justizamt Potsdam                                      |
| Wildpark                       | Kreis Osthavelland | Königliches Justizamt Potsdam                                      |
| Nedlitz                        | Kreis Osthavelland | Königliches Justizamt Potsdam                                      |
| Baumgartenbrück                | Kreis Osthavelland | Königliches Justizamt Potsdam                                      |
| Grubow                         | Kreis Osthavelland | Königliches Justizamt Potsdam                                      |
| Alexandrowka                   | Kreis Osthavelland | Königliches Stadtgericht Potsdam                                   |
| Falkenrehde                    | Kreis Osthavelland | Königliches Schatullengut                                          |
| Marquardt                      | Kreis Osthavelland | Patrimonialgericht                                                 |
| Paaren an der Wublitz          | Kreis Osthavelland | Patrimonialgericht                                                 |
| Paretz                         | Kreis Osthavelland | Königliches Schatullengut                                          |
| Uetz                           | Kreis Osthavelland | Patrimonialgericht                                                 |

Der Gerichtsdeputation Beelitz waren folgende Gemeinden zugeordnet:
| Ort                | Landkreis           | früheres Gericht                                     |
| ------------------ | ------------------- | ---------------------------------------------------- |
| Beelitz            | Kreis Zauch-Beelitz | Land- und Stadtgericht Beelitz                       |
| Schlunkendorf      | Kreis Zauch-Beelitz | Land- und Stadtgericht Beelitz                       |
| Stücken und Breite | Kreis Zauch-Beelitz | Patrimonialgericht                                   |
| Körzin             | Kreis Zauch-Beelitz | Patrimonialgericht                                   |
| Schiaß             | Kreis Zauch-Beelitz | Land- und Stadtgericht Beelitz                       |
| Tremsdorf          | Kreis Zauch-Beelitz | Land- und Stadtgericht Beelitz                       |
| Wildenbruch        | Kreis Zauch-Beelitz | Land- und Stadtgericht Beelitz                       |
| Seddin             | Kreis Zauch-Beelitz | Land- und Stadtgericht Beelitz                       |
| Kähnsdorf          | Kreis Zauch-Beelitz | Land- und Stadtgericht Beelitz                       |
| Reesdorf           | Kreis Zauch-Beelitz | Land- und Stadtgericht Beelitz                       |
| Schäpe             | Kreis Zauch-Beelitz | Land- und Stadtgericht Beelitz                       |
| Schönefeld         | Kreis Zauch-Beelitz | Teils Patrimonialgericht, teils Domgericht in Berlin |
| Zauchwitz          | Kreis Zauch-Beelitz | Land- und Stadtgericht Beelitz                       |
| Rieben             | Kreis Zauch-Beelitz | Land- und Stadtgericht Beelitz                       |
| Wittbrietzen       | Kreis Zauch-Beelitz | Land- und Stadtgericht Beelitz                       |
| Salzbrunn          | Kreis Zauch-Beelitz | Land- und Stadtgericht Beelitz                       |
| Elsholz            | Kreis Zauch-Beelitz | Land- und Stadtgericht Beelitz                       |
| Deutsch Bork       | Kreis Zauch-Beelitz | Land- und Stadtgericht Beelitz                       |
| Lühsdorf           | Kreis Zauch-Beelitz | Land- und Stadtgericht Beelitz                       |
| Buchholz           | Kreis Zauch-Beelitz | Land- und Stadtgericht Beelitz                       |

## Gerichtsgebäude
Für das Gerichtsgebäude siehe Gedenkstätte Lindenstraße 54/55#Das Gerichtsgebäude.

## Personen
Von 1853 bis 1857 war hier Theodor Storm als Assessor tätig. Von 1849 bis 1855 war Karl Gustav von Goßler Direktor des Gerichts.